# Öbacken
Öbacken är en  höjd i Torreberga mosse med stenåldersfynd dels från senpaleolitisk tid, dels från tidigmesolitisk tid. Platsen har höga naturvärden.
Öbacken  ligger i Hyby socken tre kilometer sydöst om Staffanstorp. Boplatsen ligger på en 500 x 700 meter stor sandplatå ute i den vidsträckta Torreberga mosse. Alltså ursprungligen på en ö ut i sjön. Sandplatån har branta sidor och ligger 5–10 meter högre än den omgivande myrmarken. I preboreal tid  sköt sandplatån fram till öppet vatten. Platsen är typisk för äldre stenåldersboplatsen belägen i en igenväxande sjö med dess rika tillgång på föda. 

## Områdesbeskrivning

### Historia
Torreberga mosse är belägen nära väg 108, strax efter Staffanstorp söderut. Området med torvmark kallas också Torreberga ängar. Mossen delas av Torrebergabäcken. Bäcken utgör kommungräns mellan Staffanstorp och Svedala. Under äldre stenålder var platsen en grund sjö. Öbacken eller Storke ö är en kulle med en boplats från tidig stenålder. Det andra namnet Storke ö skapades på 1700-talet, då det fanns trädhäckande storkar på platsen.
År 1911 beräknades Torreberga mosse ha en utbredning av 435 ha. Hela området låg vid denna tidpunkt i äng. och här fanns sparsamt med torvgravar .
På mossen bröts torv och under 1900-talet fanns ett elektricitetsverk, som producerade el via en torveldad ångmaskin som drev en generator. Torvbrytningen skildras i artikeln Torvtäkt och torvindustri i Svedala kommun 1775-1940-talet av Elisabeth Åberg i Ale 1990:3.

### Landskapsbild flora och fauna
Torreberga ängar ligger i  backlandskapet kring Bara som sträcker sig från Staffanstorps kommun till Svedala kommun. Mosaiklandskapet varierar och är geologiskt och estetiskt intressant. Området delas av Torrebergabäcken som senare blir Segeå. Sex dammar varav en större finns också området tiksom  lövskog, videodling och en jaktskjutbana. Vegetationen varierar mellan hävdad torrängsvegetation (en mycket sällsynt biotop), friskäng,  fuktäng, betesmarker, slåttermark, åker, parkvegetation, ädellövskogsplanteringar med flera dammar. Detta ger upphov till ett stort antal kantzoner med höga ekologiska värden. Några intressanta växtarter är hedblomster, sumpskräppa, paddfot, färgreseda, hamnsenap, kattfot och välsk krassing. Aven krissla, sötvedel, kåltistel och bockrot finns i området. Trädskikt saknas nästan helt.  Den stora dammen är resultatet av lertäkt som bedrevs på Torrebergas ägor till 1902. Dammen har använts som reningsdamm för Staffanstorps Sockerbrukets processvatten.
Ängarnas största värde ligger i fågellivet. 67 fågelarter häckar regelbundet nämnas kan årta, gråhakedopping, lärkfalk, glada, brun kärrhök och storspov. Platsen gästas av tusentals gäss och vadare. Området är övervintringslokaler för glada. Pilgrimsfalk och havs- och kungsörn ses regelbundet. Sammanlagt har mer än 228 fågelarter observerats vid Torreberga. Bland många insektsarter kan nämnas: Vassfly, vassrörsfly, tvillingfläckat rörfly och jordgrått ängsfly är några av de sällsynta fjärilar vid dammarna. Framför allt Öbacken hyser en sällsyntare skalbaggsfauna. Torreberga är lokal för reptiler (snok) och groddjur (vanlig padda, åkergroda, ätlig groda och vanlig groda). Många däggdjur håller till på ängarna, exempelvis räv, grävling, rådjur, kronhjort samt minst 5 arter fladdermöss. Området har högt naturvärde som biologisk biotop och ligger i riksintresseområdet backlandskapet. Rekreationsvärdet är högt.

### Geologisk bildning
Torreberga mosse utgör en igenvuxen sjö. Lagerföljden börjar i botten med ett lager gyttja, och ovanpå detta vasstorv, följt av starrtorv. Därefter följer ett lager skogstorv av en mäktighet på 1,25–1,5 meter. Mossen är cirka 400 hektar stor, dess medeldjup uppskattades i början av 1900-talet till 3,7 m och dess största djup till 5,3 m 

## Förhistoria
Flintredskap från olika avsnitt av  stenåldern har insamlats på lokalen. Boplatsen undersöktes av Bengt Salomonssons i två omgångar 1962 till 1964.Öster om Torrebergagården har man funnit ytterligare en boplats från stenåldern, och strax norr om Torreberga har man funnit ett kranium av en uroxe.

### 1962 års grävning
Grävningen gordes av  Lunds Universitets Historiska Museum. Utgrävningsplatsen ligger på Torreberga gårds ägor nära Staffanstorp. Stenåldersboplatsen hade varit bebodd både under mesolitisk och neolitisk tid och är starkt skadad, men utgrävningen gav trots detta viktiga resultat. På platsen fanns ett ganska mäktigt kulturlager. Fynden från detta är av samma art som de flesta lösfynden och tillhör tidig Maglemosekultur. Vetenskapligt viktigast var en egenartad anläggning bestående av en rännformig nedgrävning. I denna påträffades mikroliter av flera typer, skivskrapor, kärnyxa och flera andra flintredskap.

### 1964 års grävning
Utgrävningen våren 1964 på Öbacken vid Torreberga i Hyby socken resulterade i ett intressant fyndmaterial från äldre stenålder. Redan tidigare undersökningar 1962 hade påvisat ett kulturlager. En gropformig anläggning undersöktes då på Öbackens krön. 1964 års utgrävning inriktade sig på norra delen av sandplatån och främst dess lägre liggande delar. Man undersökte där ett torvlager, som bildats i preboreal tid. I lagret hittades en tångepilspets med utseende som en Ahrenburgsspets.  Fynden visade att platsen varit en bosättning under tidig boreal tid. Målsättningen för grävningen var att hitta ett fyndlager, som var täckt av torv eller gyttja vilka skulle ge möjligheter till pollenanalys. Utgrävningen hittade ett sådant lager nedanför Öbackens norra sluttning. Lagerföljden hade i botten ett lager av preborealt och borealt material med enstaka ben och redskap av ben bevarade. I lagret påträffades av flinta: sticklar, skrapor, mikroliter och några primitiva kärnyxor, samt en pilspets, den ovan omnämnda Ahrenburgsspetsen, som genom sin form pekar bakåt mot den sista senglacialtidens jägare. Fyndmaterialet blev inte stort från detta kulturlager men det bidrar till vår förståelsen av mesolitikums bosättningsmönster.Öbacken är tyvärr en omrörd kontext, men huvuddelen av boplatsen är daterad till boreal tid. Här har också en ryggkota av uroxe påträffats (Welinder 1971). Det är en av 12 boplatser där uroxben har påträffats i Sverige. Boplatsen dateras till 9500 f Kr och är till en del en av de äldsta postglaciala boplatserna i Sverige. (Welinder 1971 sid 138).

### Fornminnesinventeringens uppgifter
RAÄ-nummer: Hyby 32:1.  Boplatsområde, cirka 110 x 60 meter. Inom området är grävt 5 schakt åren 1962 och 1964, under ledning av B. Salomonsson, då LUHM. Kulturlager och artefakter påträffades vilka daterade boplatsen till preboreal tid. Ej totalundersökt. Datum för senaste fältbesök 1985-11-21 Terräng kring lämning. Nordsluttning av markerad höjdsträckning vid mosse. åkermark och ängsmark. Namn på lämning: Öbacken. 
Skriftliga källor enligt fornminnesinventeringen, kompletterade med uppgifter för att hittas lättare.
1. Bengt Salomonsson Malmö stads historia del I, avsnittet on förhistoria 1971
2. Friedel Rahlenbeck: Den mesolitiska bosättningen på Öbacken. C- uppsats i arkeologi HT 1981. Lunds Universitet[11][12]
3. Stig Welinder 1971 Tidigpostglacialt mesoliticum i Skåne. Acta Archaeologica Lundensia. Series in 8° . N°1
4. ALE Historisk tidskrift för Skåneland 1964:3